# Plateau (seksuologia)
Faza plateau – druga z czterech faz podniecenia seksualnego między fazą ekscytacji a orgazmem. Charakteryzuje ją wzrost ciśnienia i przyśpieszone bicie serca oraz zwiększone napięcie mięśni. Oddech lekko przyśpiesza. Zmiany te zachodzą u obojga płci.